# Överluleå kyrka
Överluleå kyrka, är en kyrkobyggnad i Boden. Den är församlingskyrka i Överluleå församling i Luleå stift, Bodens kommun. 

## Kyrkobyggnaden
Kyrkan, som ritades av arkitekten Jacob Wilhelm Gerss, uppfördes av byggmästare Olof Gustav Alm från Hedens by och Israel Rönnberg från Altersbruk, Piteå. Byggnationen skedde 1827-1831 och det uträttades 18 775 dagsverken. Byggkostnaderna uppsteg till 62 653 riksdaler banco, varav 49 981 in natura och resten 12 672 i form av kontantutlägg. 
Invigningen skedde den 17 juli 1831.
Mitt i kyrkan ligger det så kallade Mariakoret som är omgivet av ljusträd. På kyrkans baksida mittemot tornet finns en utbyggnad som tidigare var sakristia men som sedan 1953 används som columbarium.

## Kyrkstaden
Invid kyrkan ligger ett tjugotal kyrkstugor som numera hyrs ut till turister och för andra ändamål. Ursprungligen var detta en kyrkby som upprättades år 1833 med omkring 325 stycken kyrkstugor som mest, fast 400 var planerade. År 1919 fanns det 128 stycken kvar och fram till nutid (2004) har cirka hundra av dessa plockats bort.

## Inventarier
- På läktaren står en orgel på 53 stämmor tillverkad 1983 av Grönlunds Orgelbyggeri. Orgelfasaden är från 1894.
- Predikstolen är från 1831 då kyrkan invigdes. Ljudtaket är från 1951. Duvan skuren av konstnären Hjalmar Rönnbäck.
- Altartavlan är målad av konstnären Harald Lindberg med motiv från Jesu bergspredikan (Matt 5:8)
- De tolv apostlarna står i två grupper på ömse sidor om altaret. Figurerna ingick ursprungligen i 1931 års kor, men fick ny placering vid 1951 års renovering.

## Bilder

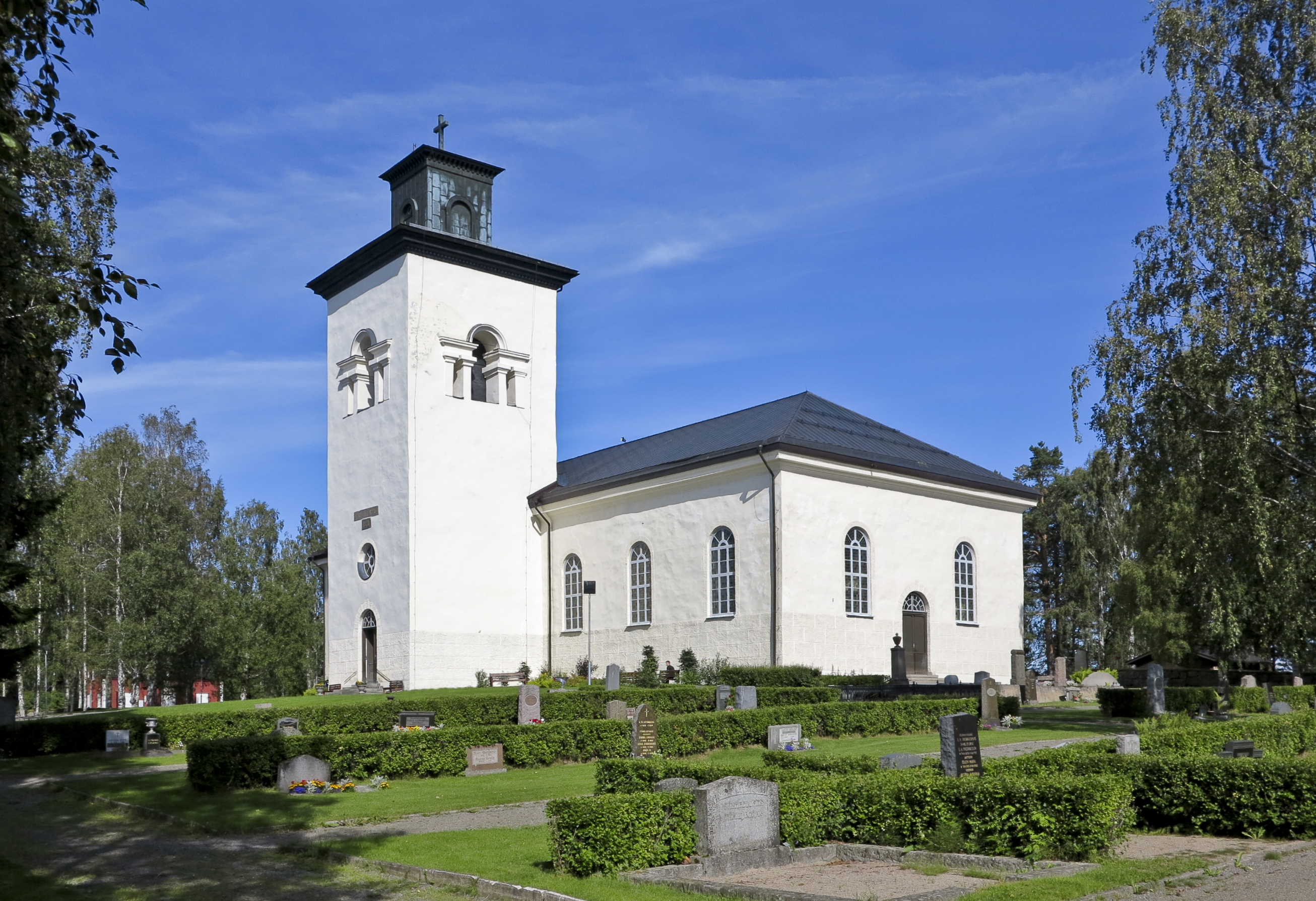
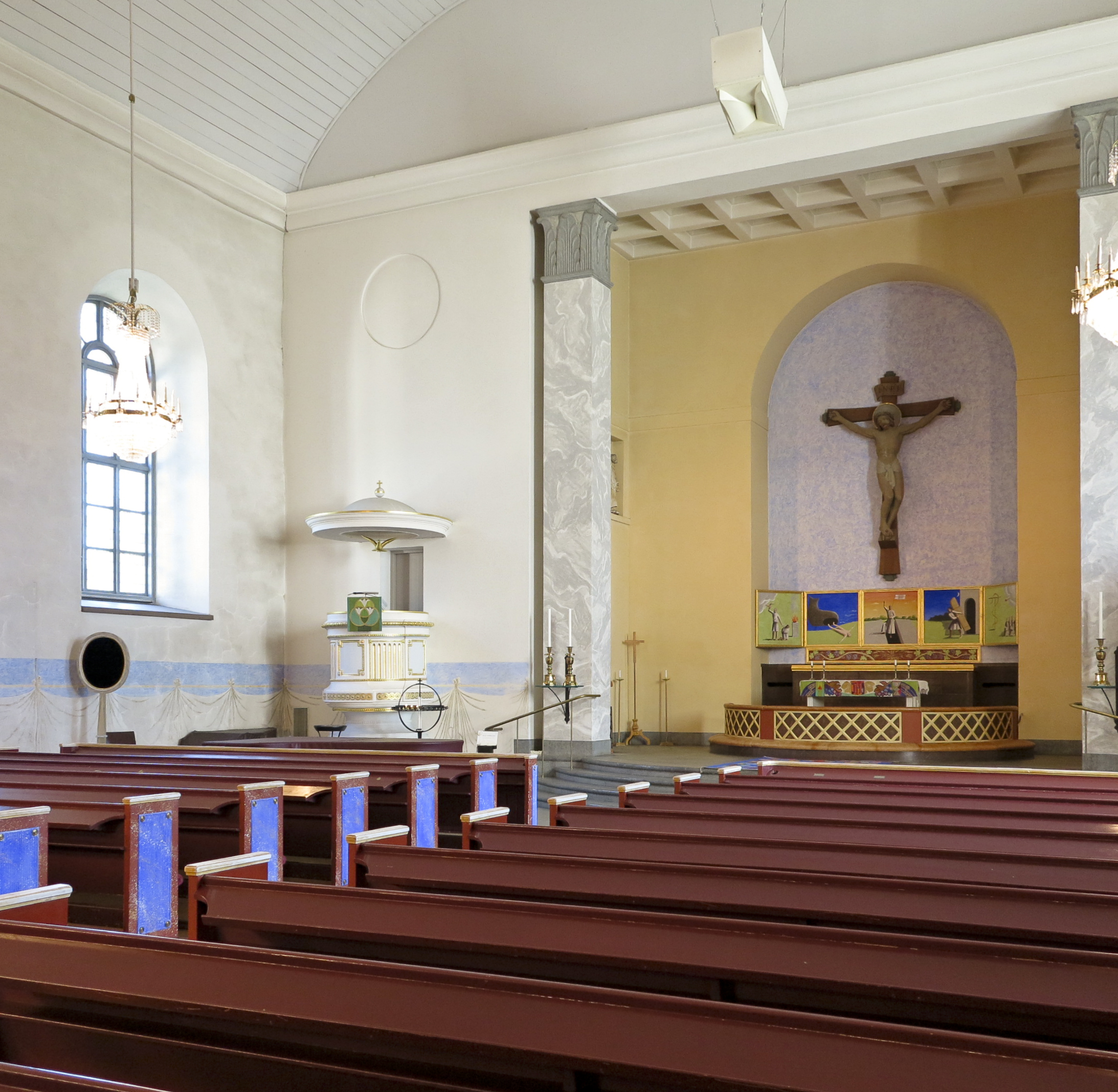
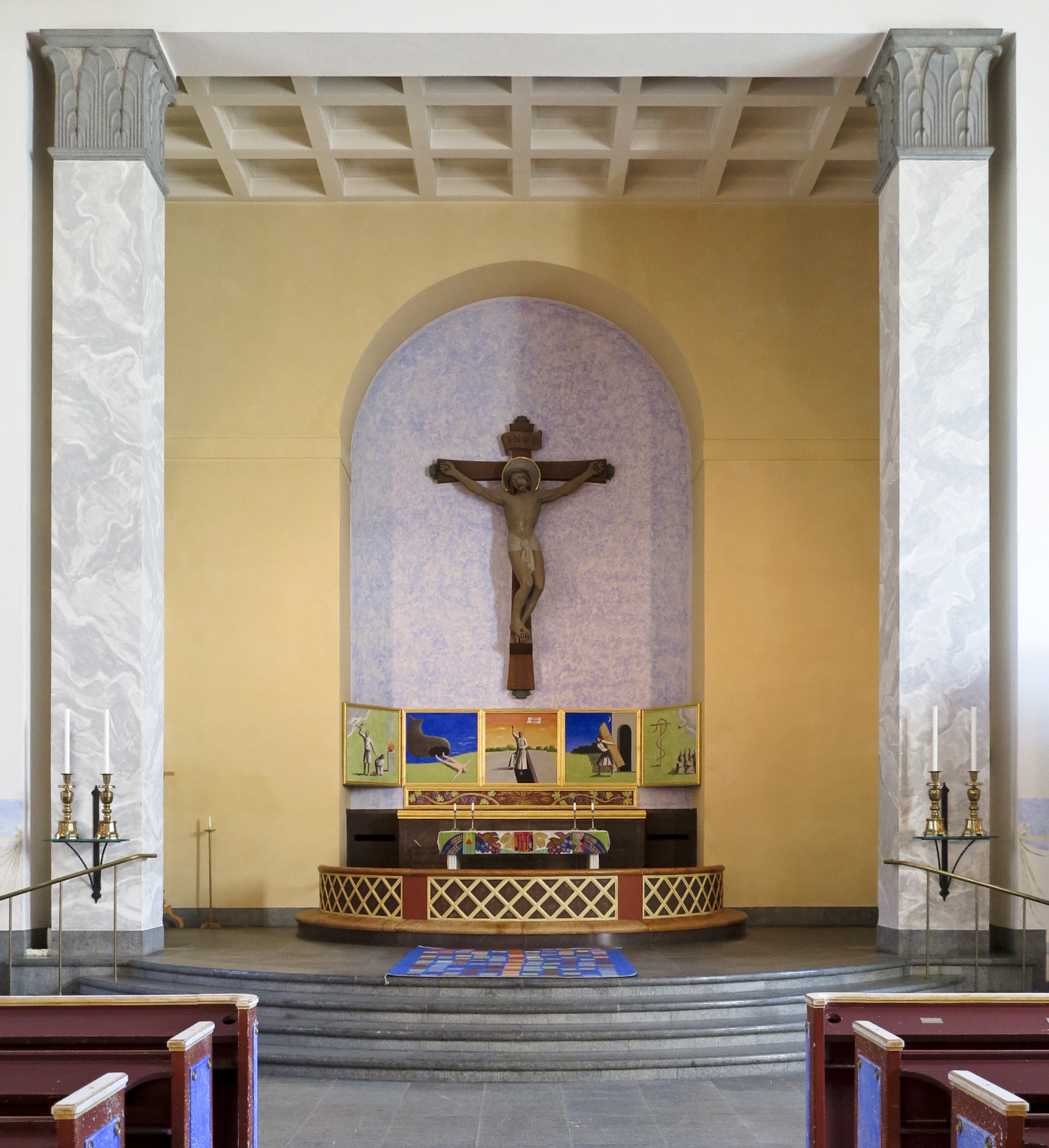
Altartavla av Harald Lindberg
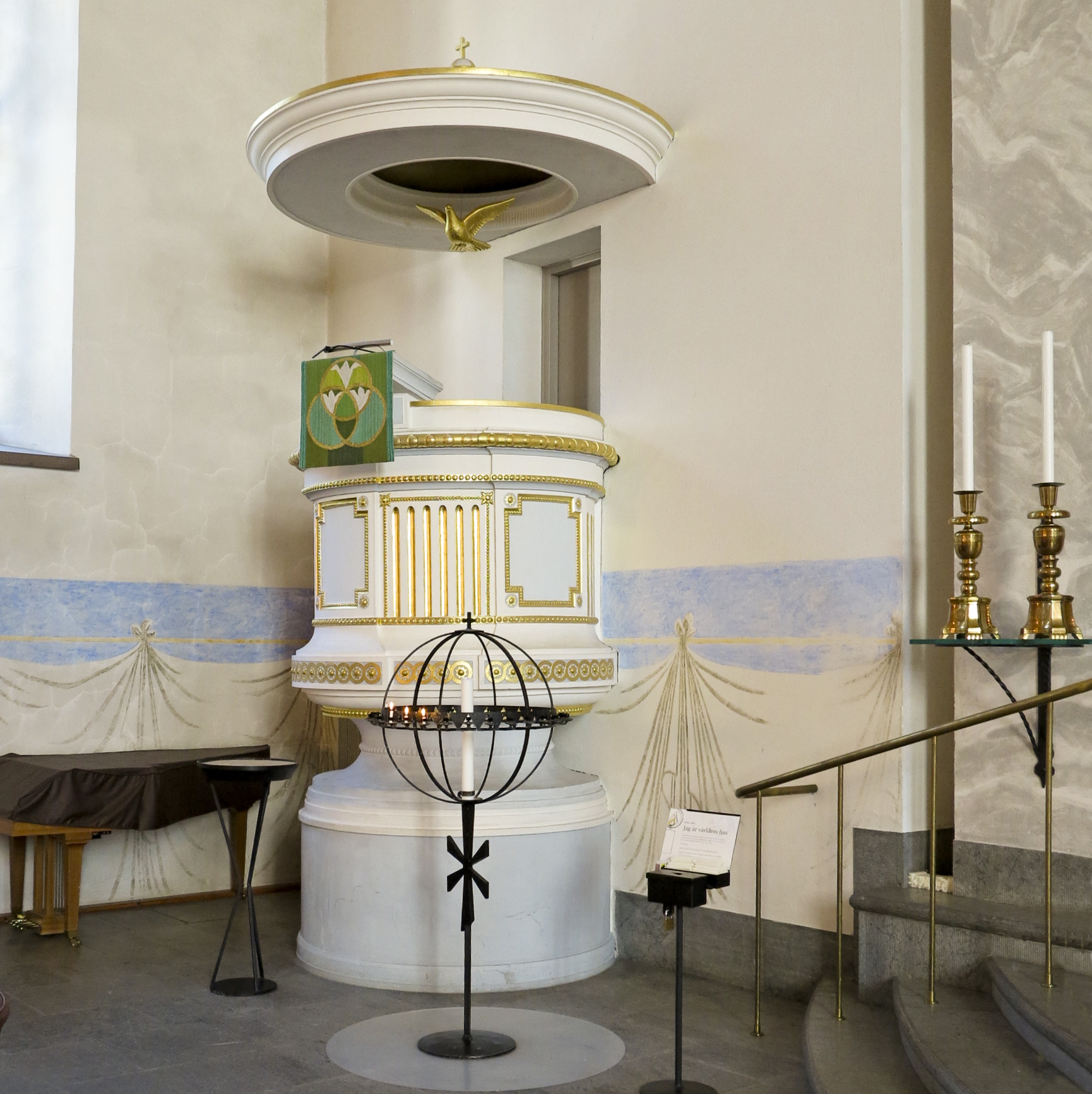
Predikstol 1931
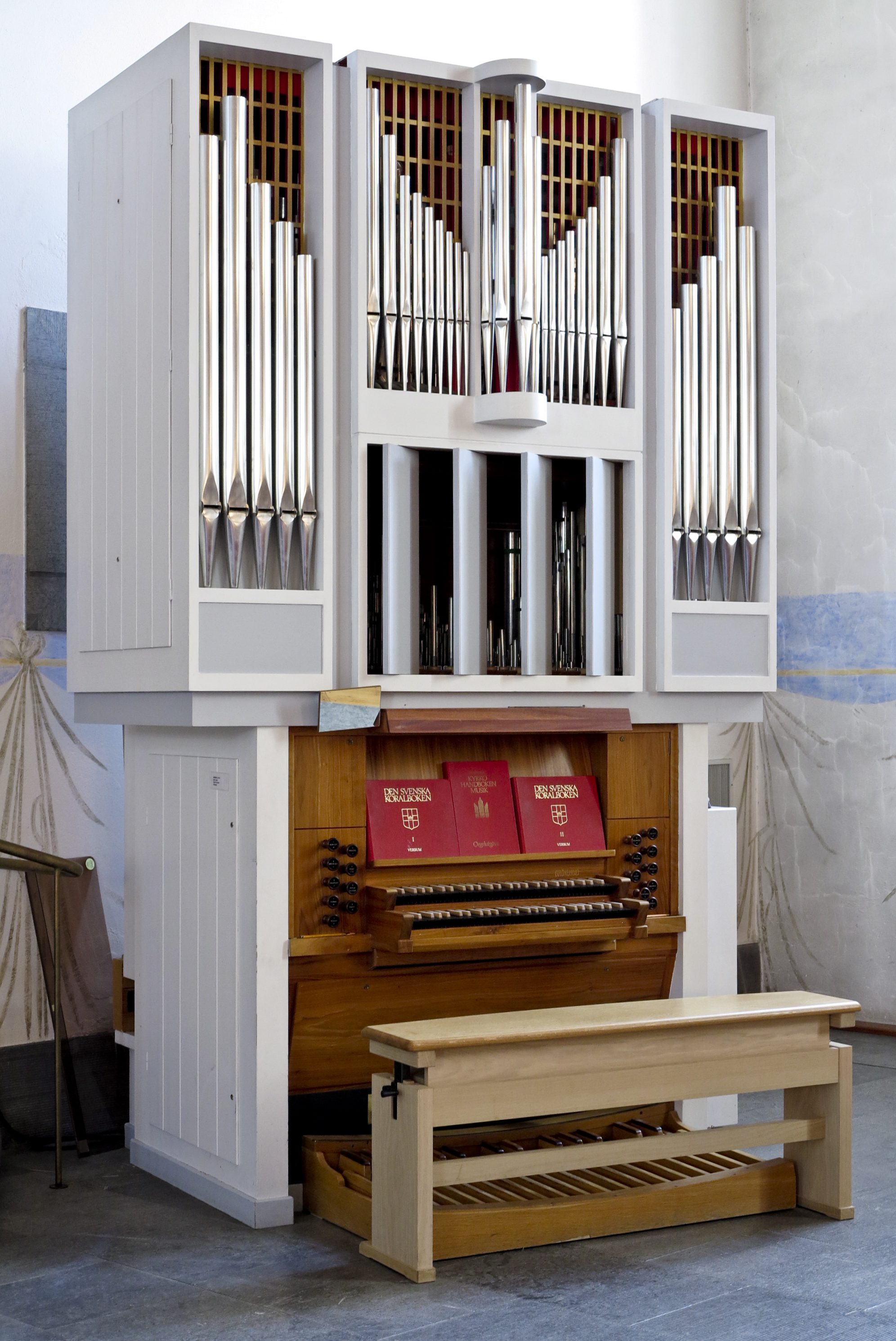
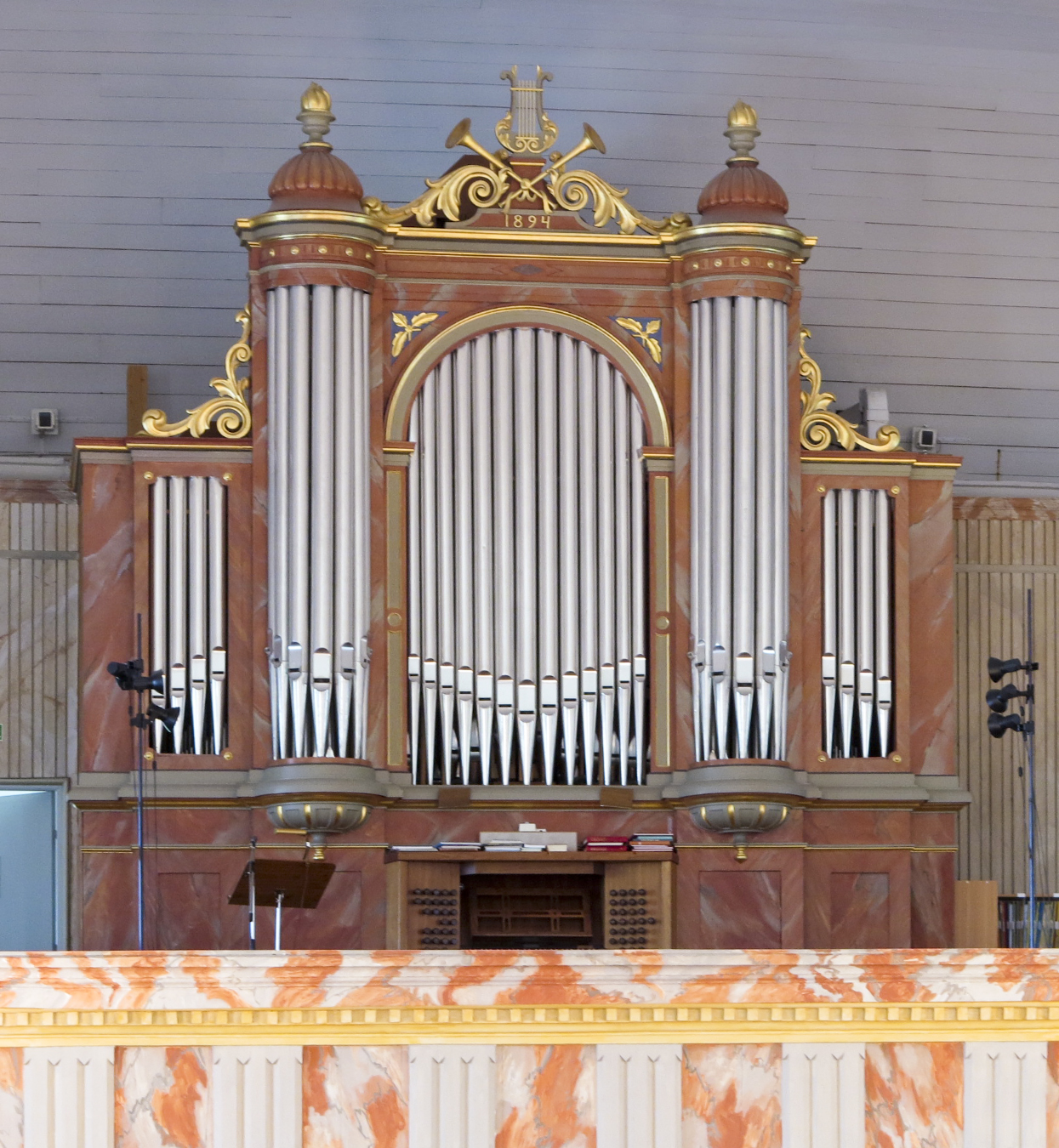
Grönlunds orgel 1983 (fasad 1894)
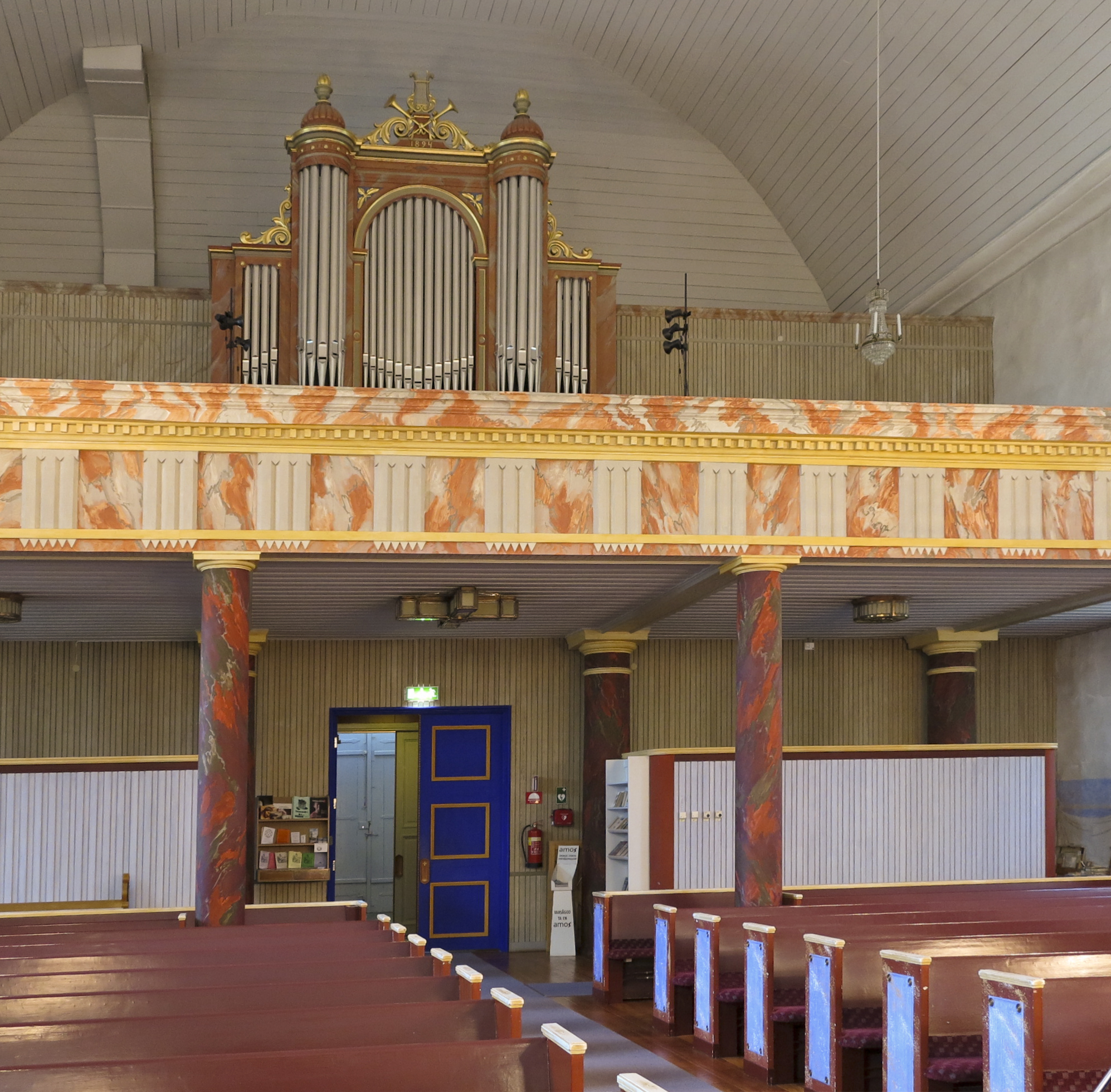
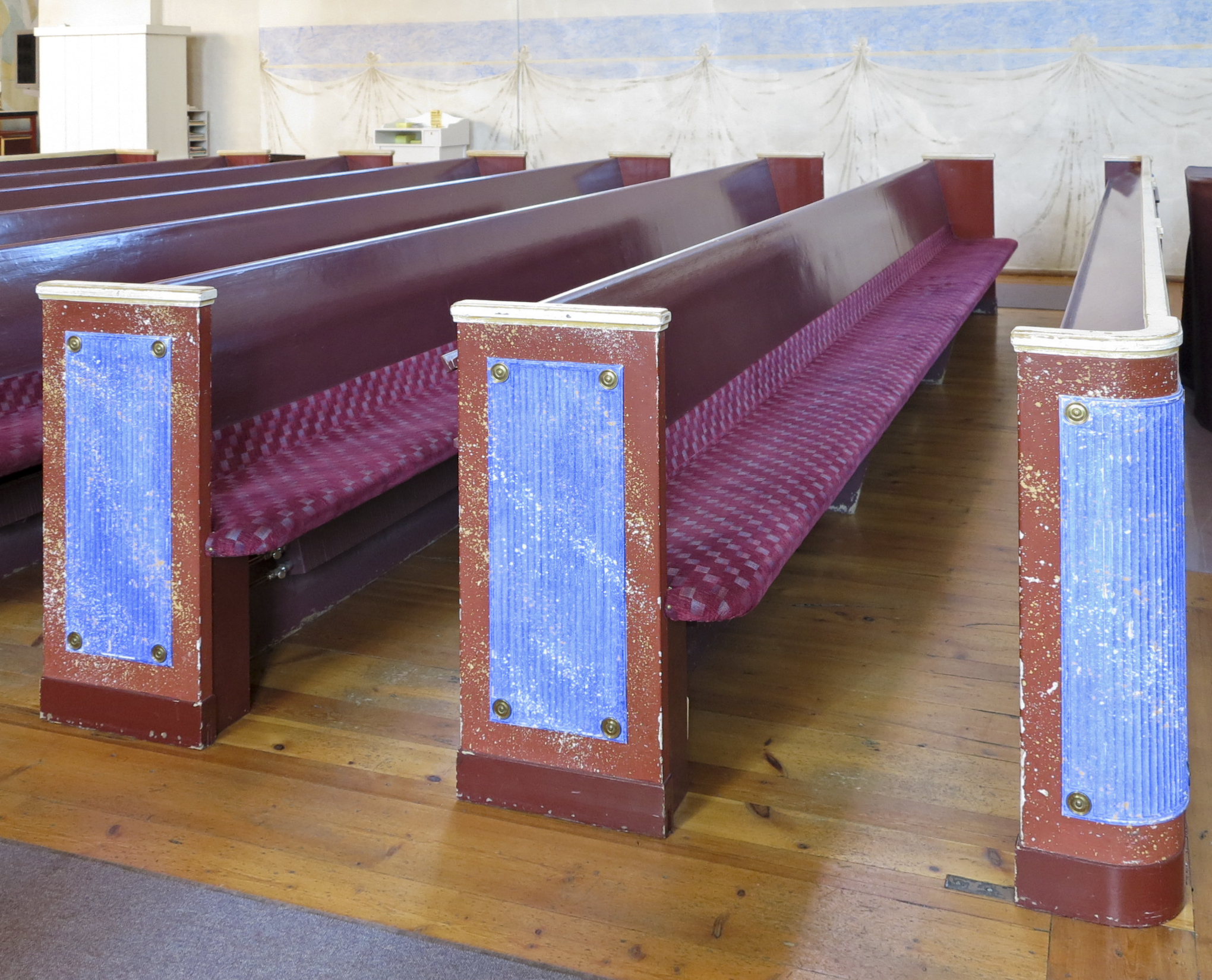
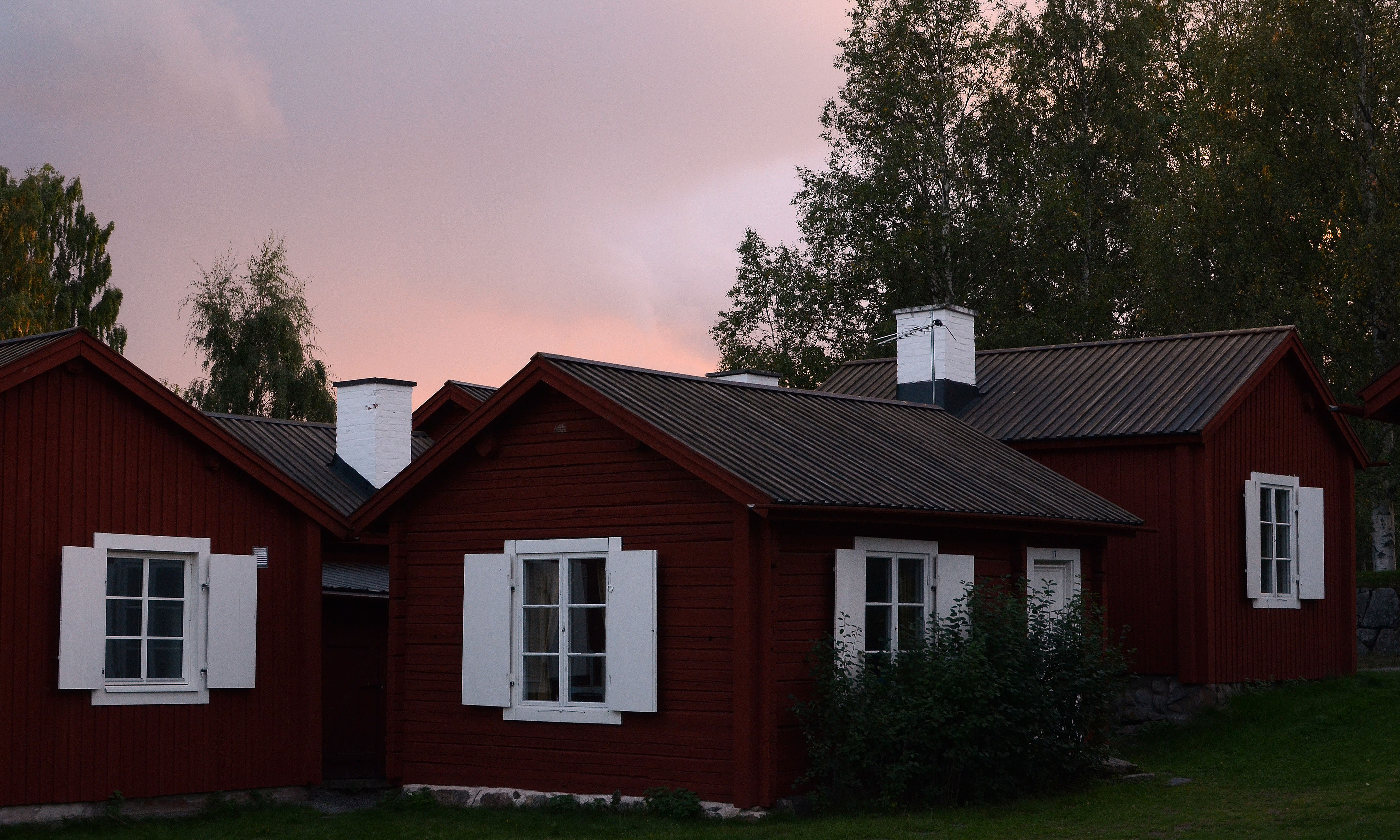
Kyrkstugor intill överluleå kyrka

### Webbkällor
- Bodens församling
- Länsstyrelsen i Norrbottens län[död länk] (Worddokument)
- Wikimedia Commons har media som rör Överluleå kyrka.